# Haaške konvencije (1899. i 1907.)
Haaške konvencije su međunarodni ugovori koji su zaključeni na Prvoj i Drugoj haaškoj mirovnoj konferenciji u Haagu 1899. i 1907. i koji, zajedno sa Ženevskim konvencijama, čine temelje kodifikacije važećeg ratnog i humanitarnog međunarodnog prava koje je tada bilo tek u nastajanju. Treća konferencija planirana je za 1914., ali se nikada nije održala zbog početka Prvog svjetskog rata.

## Haaška mirovna konferencija iz 1899.
Prva mirovna konferencija je na inicijativu ruskog cara Nikole II. održana od 18. svibnja do 29. srpnja 1899., a na njoj usvojene konvencije i deklaracije na snagu su stupile 4. listopada 1900. Rezultat rada Konferencije iz 1899. su četiri konvencije i tri dodatne deklaracije, i to:
- I. konvencija – O mirnom rješavanju međunarodnih sporova
- II. konvencija – O zakonima i običajima rata na kopnu
- III. konvencija – O primjeni načela Ženevske konvencije iz 1864. na pomorsko ratovanje
- IV. konvencija – O zabrani ispaljivanja projektila i eksploziva iz balona
- I. deklaracija – O ispaljivanju projektila i eksploziva iz balona
- II. deklaracija – O upotrebi metaka sa zagušljivim ili otrovnim plinovima
- III. deklaracija – O upotrebi metaka koji se u ljudskom tijelu lako raspadnu ili spljošte (tzv. dum-dum metci)

Glavni učinak ovih konvencija je zabrana ili ograničenje korištenja nekih tada novih tehnologija u ratu: bombardiranja iz zraka, kemijskog oružja i dum-dum metaka. Također, Prvom konvencijom osnovan je Stalni arbitražni sud sa sjedištem u Haagu, koji i danas djeluje.

## Haaška mirovna konferencija iz 1907.
Druga konferencija u Haagu je, na inicijativu američkog predsjednika Roosevelta, bila sazvana za 1905., ali je odgođena zbog  Rusko-japanskog rata. Konferencija se tako održala od 15. lipnja do 18. listopada 1907. i proširila prethodne Haaške konvencije mijenjajući neke dijelove i dodavajući nove s pojačanim usredotočenjem na pomorsko ratovanje. Britanci su pokušali ograničiti naoružavanje, ali su ih nadjačale ostale sile predvođene Njemačkom, koja nije željela dopustiti ograničavenje rasta vlastite flote. Nijemci su također ponovno odbili prijedloge o obvezatnosti arbitraže. Međutim, konferencija je proširila mehanizme dobrovoljne arbitraže i usvojila konvencije koje su uređivale naplaćivanje dugova, pravila ratovanja i prava i obveze neutralnih država.
Završni ugovor je potpisan 18. listopada 1907., a na snagu je stupio 26. siječnja 1910. sastoji se od trinaest konvencija, od kojih je dvanaest ratificirano i stupilo na snagu. To su:
- I. konvencija — O mirnom rješavanju međunarodnih sporova
- II. konvencija — O ograničenju upotrebe sile radi utjerivanja ugovornih dugova (tzv. Porterova konvencija)
- III. konvencija — O započinjanju neprijateljstava
- IV. konvencija — O zakonima i običajima rata na kopnu
- V. konvencija — O pravima i dužnostima neutralnih sila i osoba u slučaju rata na kopnu
- VI. konvencija — O postupanju s neprijateljskim trgovačkim brodovima pri izbijanju neprijateljstava
- VII. konvencija — O pretvaranju trgovačkih brodova u ratne
- VIII. konvencija — O polaganju podmorskih automatskih kontaktnih mina
- IX. konvencija — O bombardiranju od pomorskih snaga u vrijeme rata
- X. konvencija — O primjeni načela Ženevske konvencije (iz 1906.) na pomorski rat
- XI. konvencija — O određenim ograničenjima provođenja prava plijena u pomorskom ratu
- XII. konvencija — O stvaranju međunarodnog suda za pomorski ratni plijen (ovaj dio nije ratificiran)
- XIII. konvencija – O pravima i dužnostima neutralnih sila u slučaju pomorskog rata

Usvojene su i dvije deklaracije:
- I. deklaracija — Prerađena Prva haaška deklaracija iz 1899., proširena primjena na druge vrste zrakoplova
- II. deklaracija —- O obvezatnoj arbitraži

## Ženevski protokol iz 1925.
Iako nije usvojen na Haaškim mirovnim konferencijama, ali se (poput Haaških konvencija) bavi načinima i sredstvima ratovanja, Ženevski protokol na Haašku konvenciju može se (tematski) smatrati njenim dodatkom. Potpisan je 17. lipnja 1925., a na snazi je od 8. veljače 1928. Taj protokol pod nazivom „Protokol o zabrani upotrebe zagušljivih, otrovnih ili sličnih plinova i bakterioloških sredstava u ratu“ trajno zabranjuje primjenu svih oblika kemijskog i biološkog ratovanja. Kasnije je nadopunjen Konvencijom o biološkom oružju iz 1972. i Konvencijom o kemijskom oružju iz 1993.

## Vanjske poveznice
- Puni tekst Haaških konvencija iz 1899. i 1907.
- Tekst Haaške konvencije iz 1899.  Arhivirana inačica izvorne stranice od 2. lipnja 2010. (Wayback Machine) (na engleskom)
- Tekst Haaške konvencije iz 1907.  Arhivirana inačica izvorne stranice od 2. lipnja 2010. (Wayback Machine) (na engleskom)